# حسین مشکین‌قلم

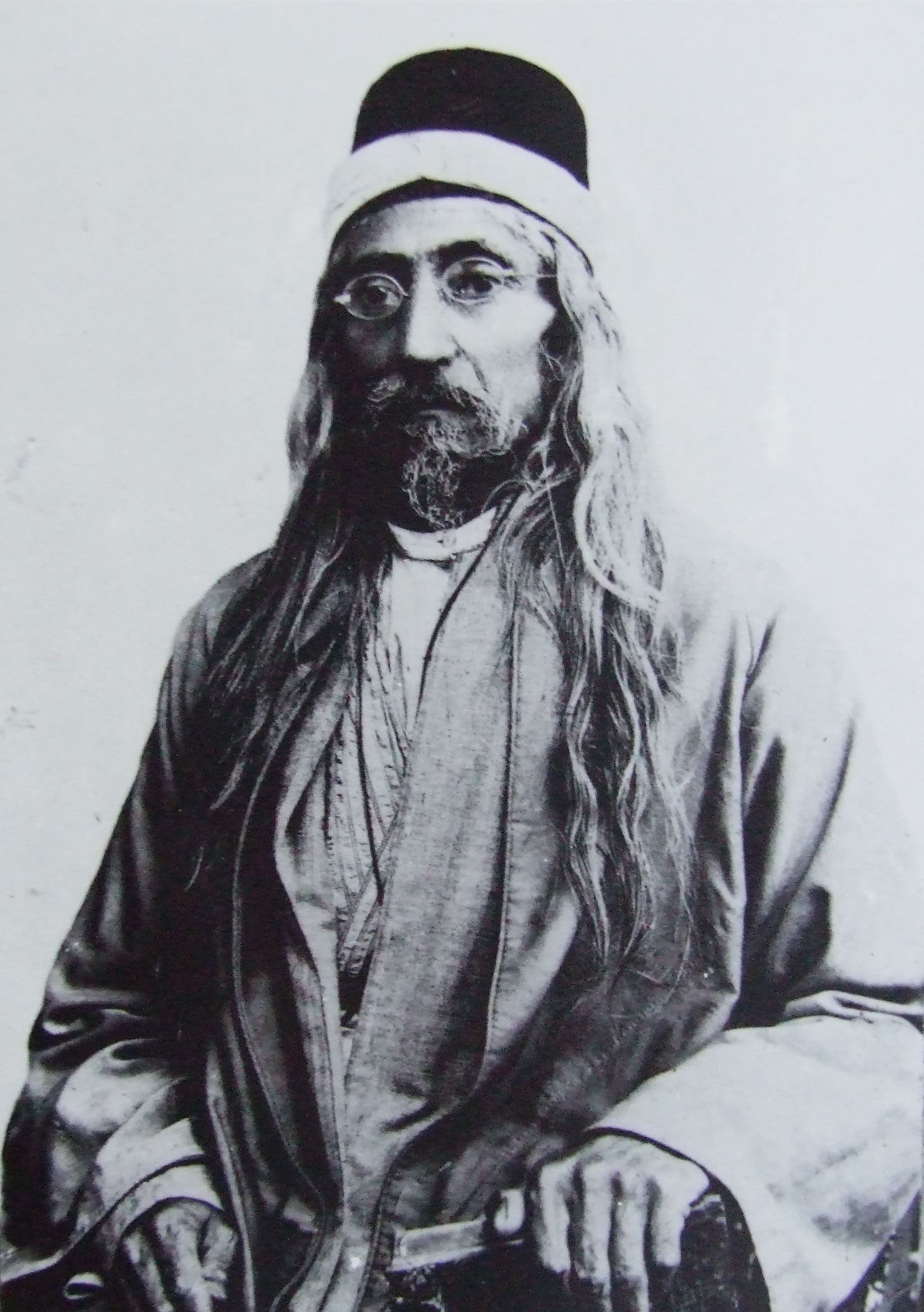
مِشکین‌قلم

یابهاءالابهی، اسم اعظم در دیانت بهائی به خط مِشکین‌قلم.

میرزا محمدحسین مشکین‌قلم اصفهانی (۱۸۲۶-۱۹۱۲) مشهور به مِشکین‌قلم و ملقب به میرعماد ثانی، ادیب، نقاش، شاعر، خوش‌نویس ایرانی، مُنشی بهاءالله و یکی از ۱۹ حواری اولیه بهاءالله بود. وی دارای مهارت در رسم اشکال مختلف خط بود و آوازهٔ او در رابطه با خط و عرفان در دربار ایران و عثمانی زبان‌زد بود. وی به سبکِ خاص ترسیم پرندگان و چهرهٔ انسان با حروف علاقه خاصی داشت.
مِشکین‌قلم کاتب طرح اصلی نام یابهاءالابهی به معنای «ای روشن‌ترین روشنایی‌ها» است که بر باور بهائیان، اسم اعظم و از مهم‌ترین نشانه‌های بهائی است.
میرزا حسین مشکین‌قلم در ۶ دسامبر ۱۹۱۲ میلادی در عکا درگذشت.

## دربار قاجار
میرزا محمدحسین اصفهانی تا پیش از گرویدن به آئین بهائی، در دربار ناصرالدین‌شاه قاجار مقام کتابت داشت و به امر شاه به نام «مِشکین‌قلم» ملقب شده بود. وی مدتی نیز در تبریز معلم خط مظفرالدین میرزا، ولیعهد ناصرالدین‌شاه و پنجمین پادشاه ایران از دودمان قاجار بود.

## گرویدن به دیانت بهائی
حسین مشکین‌قلم در سفری به اصفهان بهائی شد. وی سپس برای دیدار با بهاءالله به ادرنه رفت و از آن پس تا پایان عمر به تبلیغ و ترویج آئین بهائی مشغول شد. وی به مدت ۹ سال به فاماگوستا درقبرس تبعید شد و نهایتاً در سال ۱۸۷۸ میلادی پس از حدود ۱۹ سال، موفق شد تا قبرس را به مقصد عکا ترک کند.

## نگارخانه

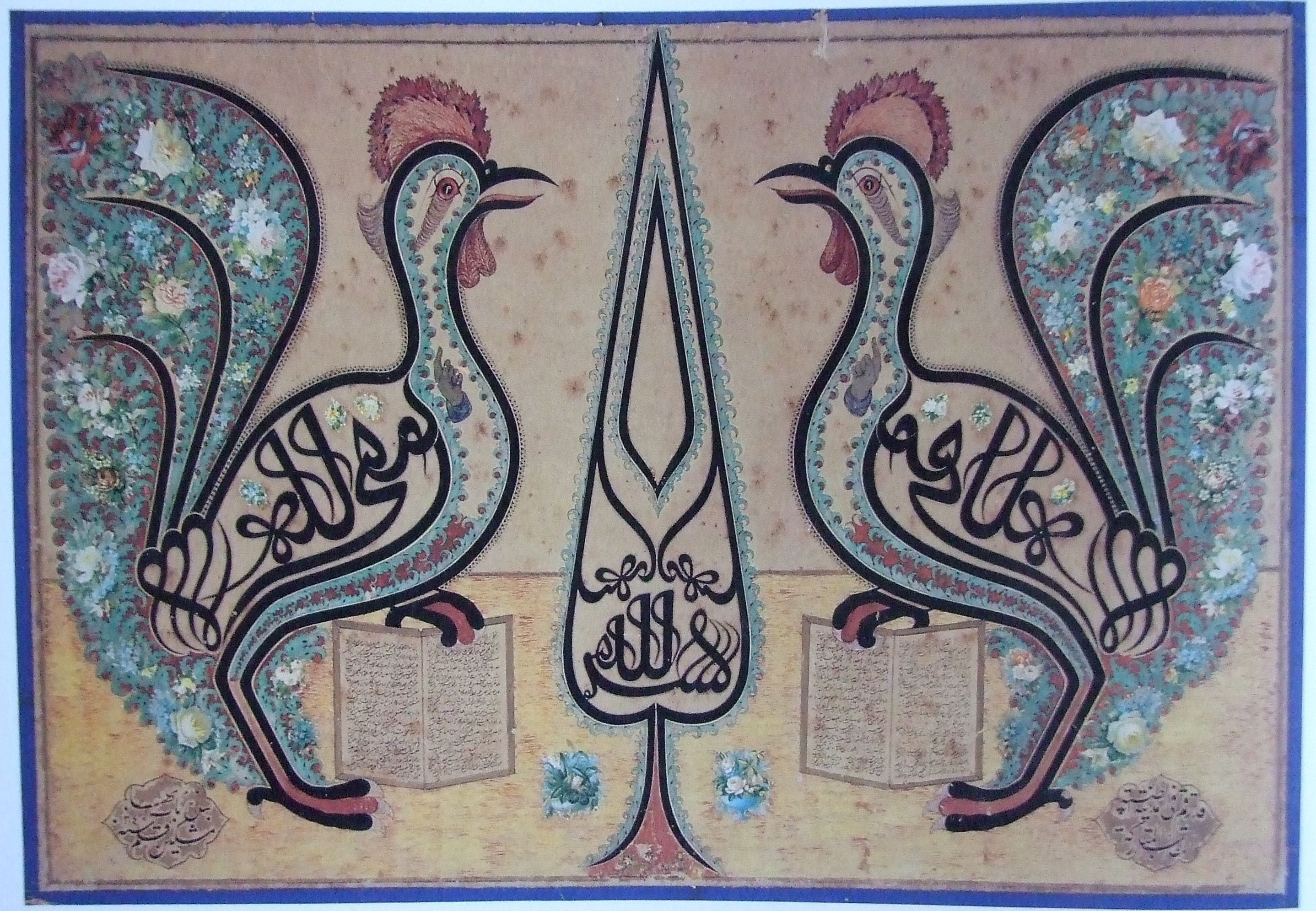
قرینه‌ای از دو خروس ایستاده که هر یک کتابی باز در دست دارند و در میان این دو درخت سروی علم شده‌است.
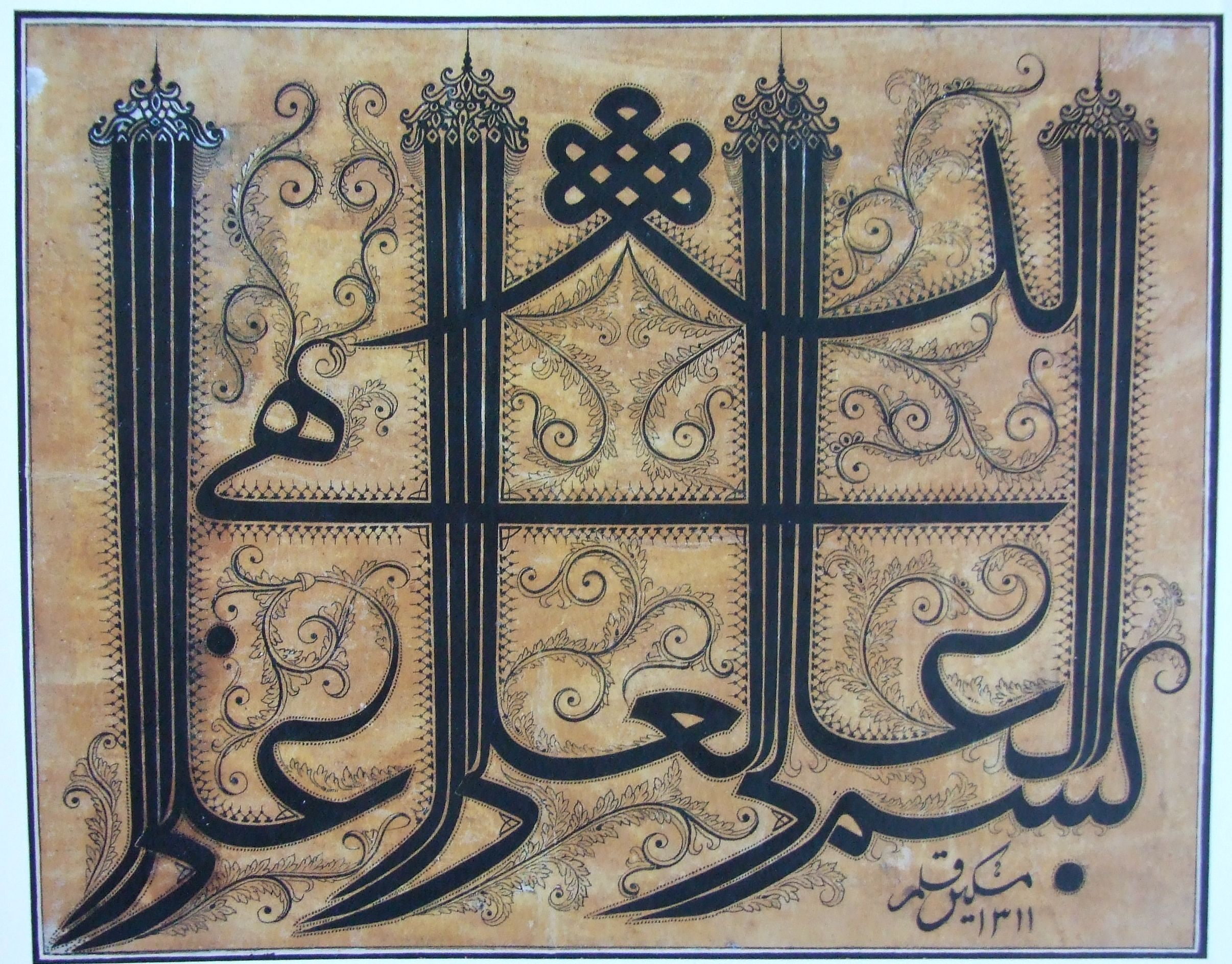
عبارت «بسم الله العالی العلی الغالی» به خط ثلث
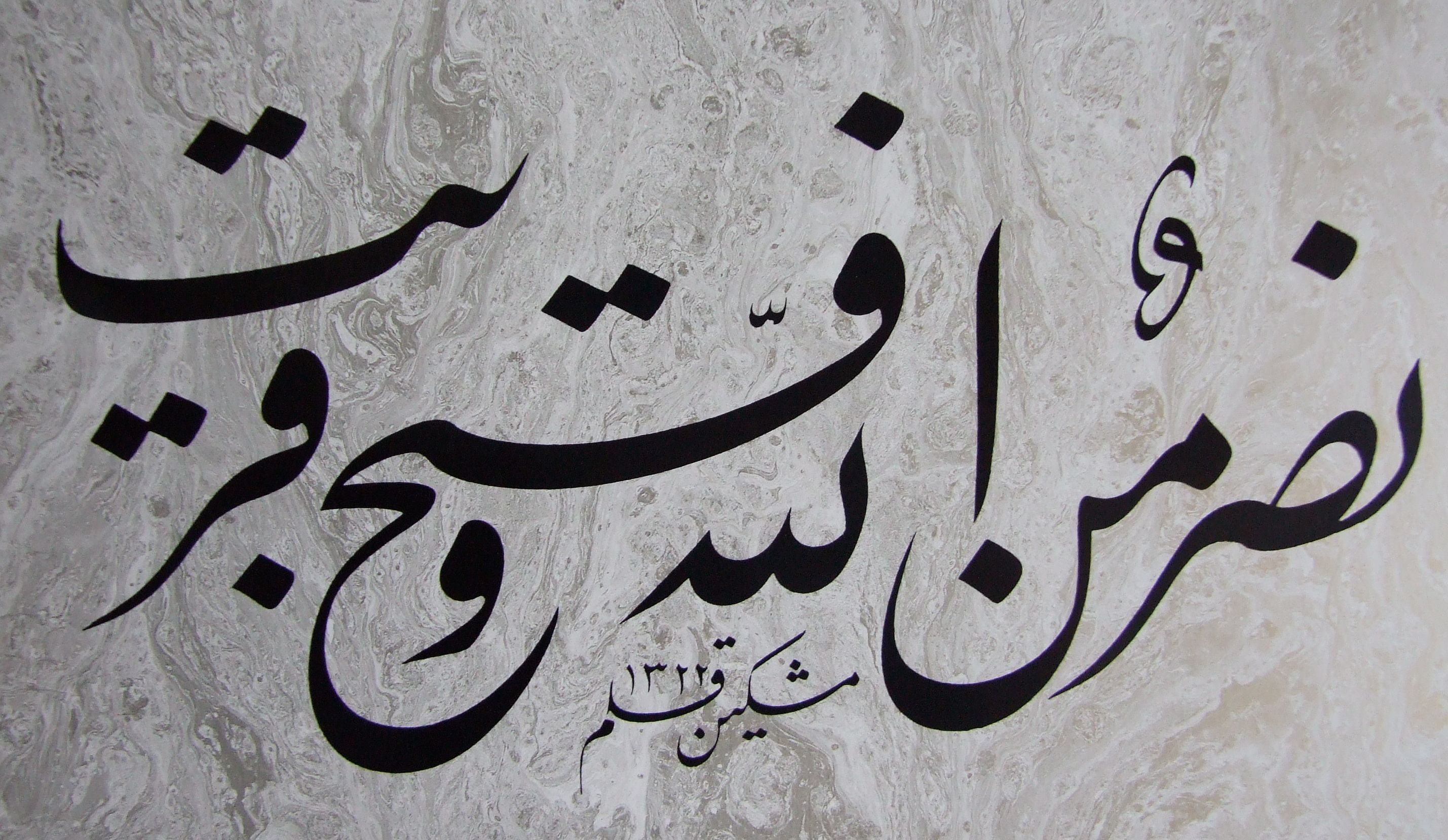
عبارت «نَصْرُ مِنَ اللّه وَ فَتْحُ قَریب» به خط نستعلیق
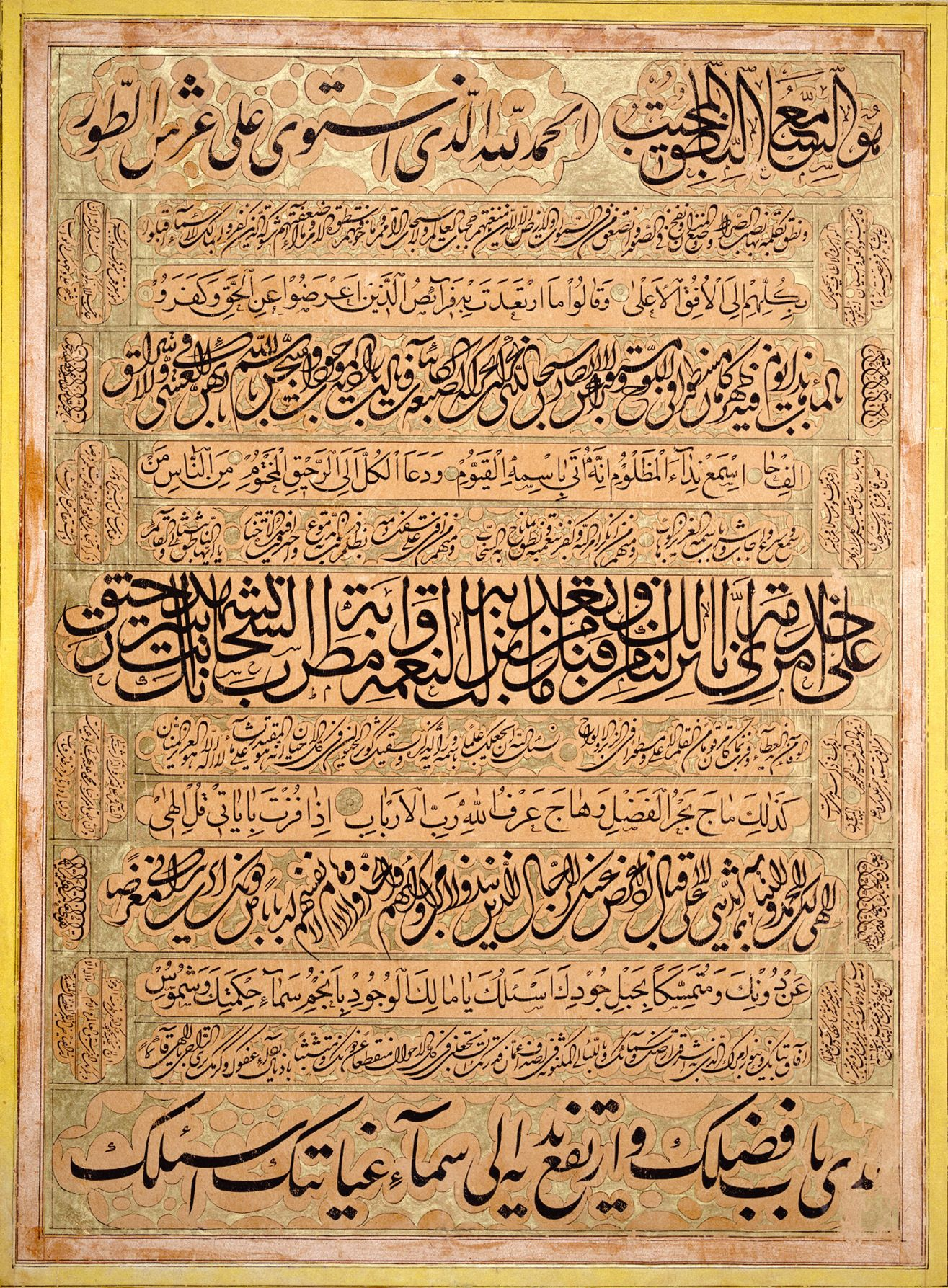
دعایی خوشنویسی شده مرتبط با آیین بهایی
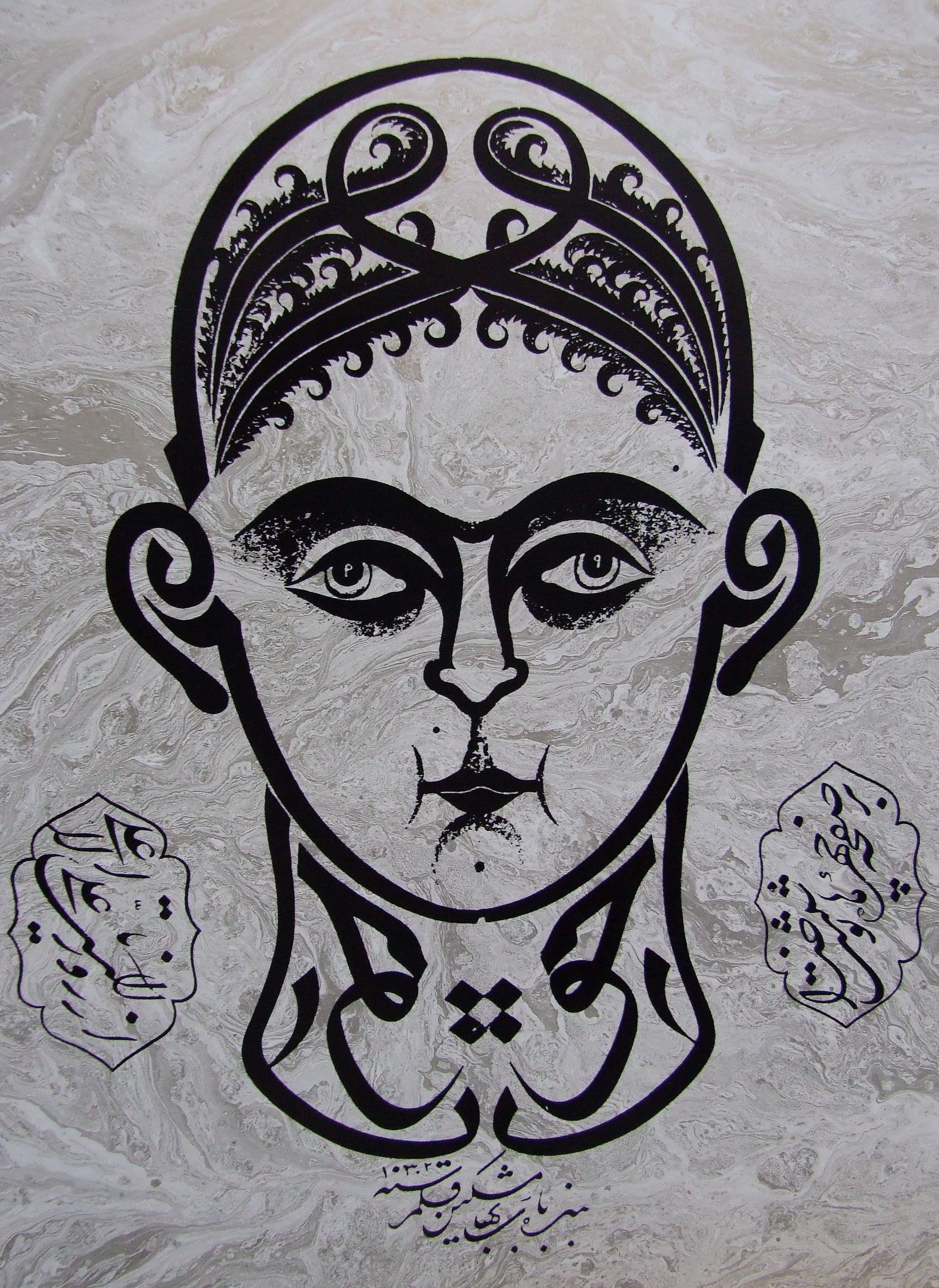
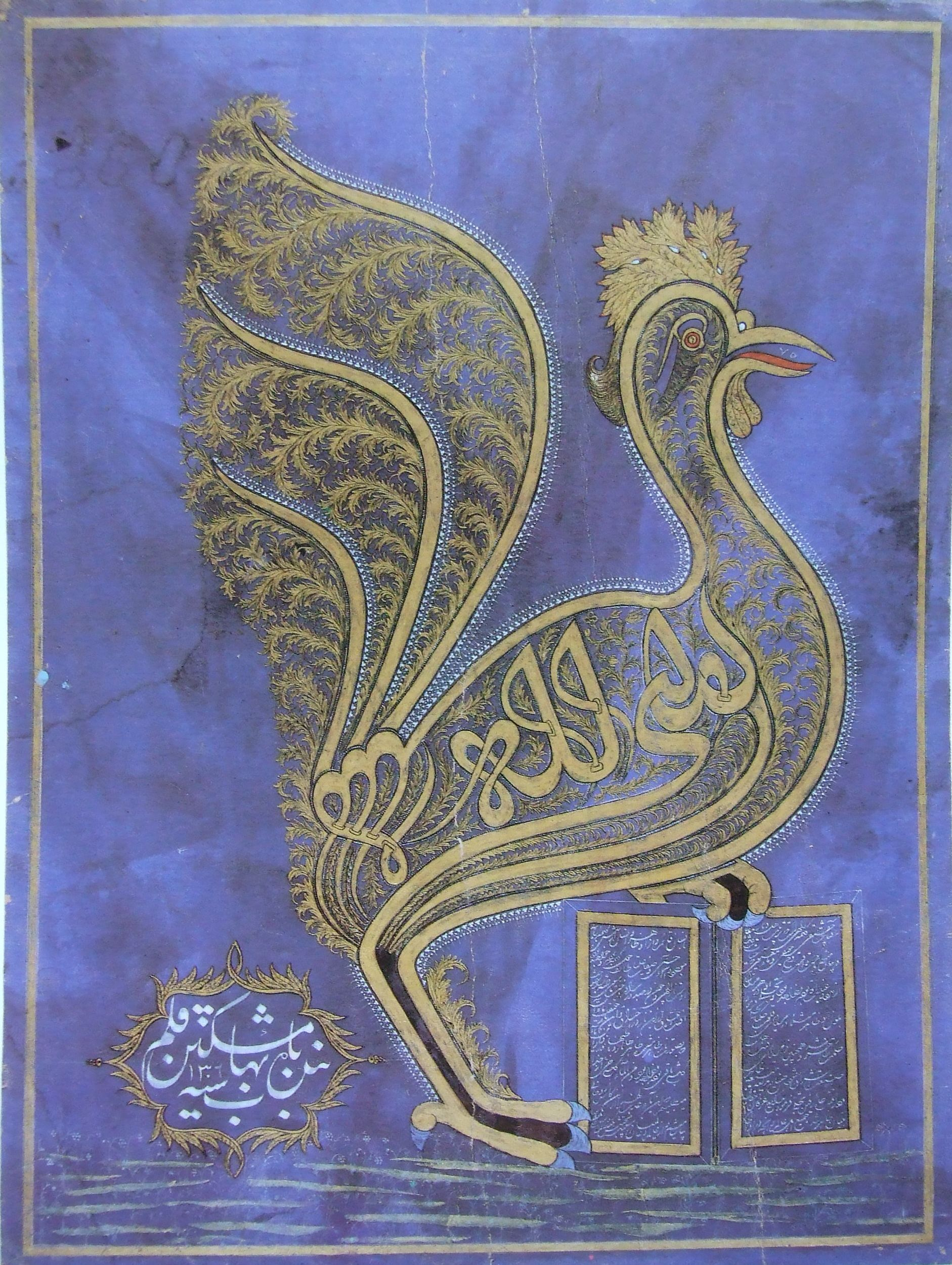
در پای برخی از آثار خطاطی وی، شعر «در دیار خط شَهِ صاحب‌قلم/بندهٔ بابُ بهاء مشکین‌قلم» به جای امضاء نگاشته شده‌است.
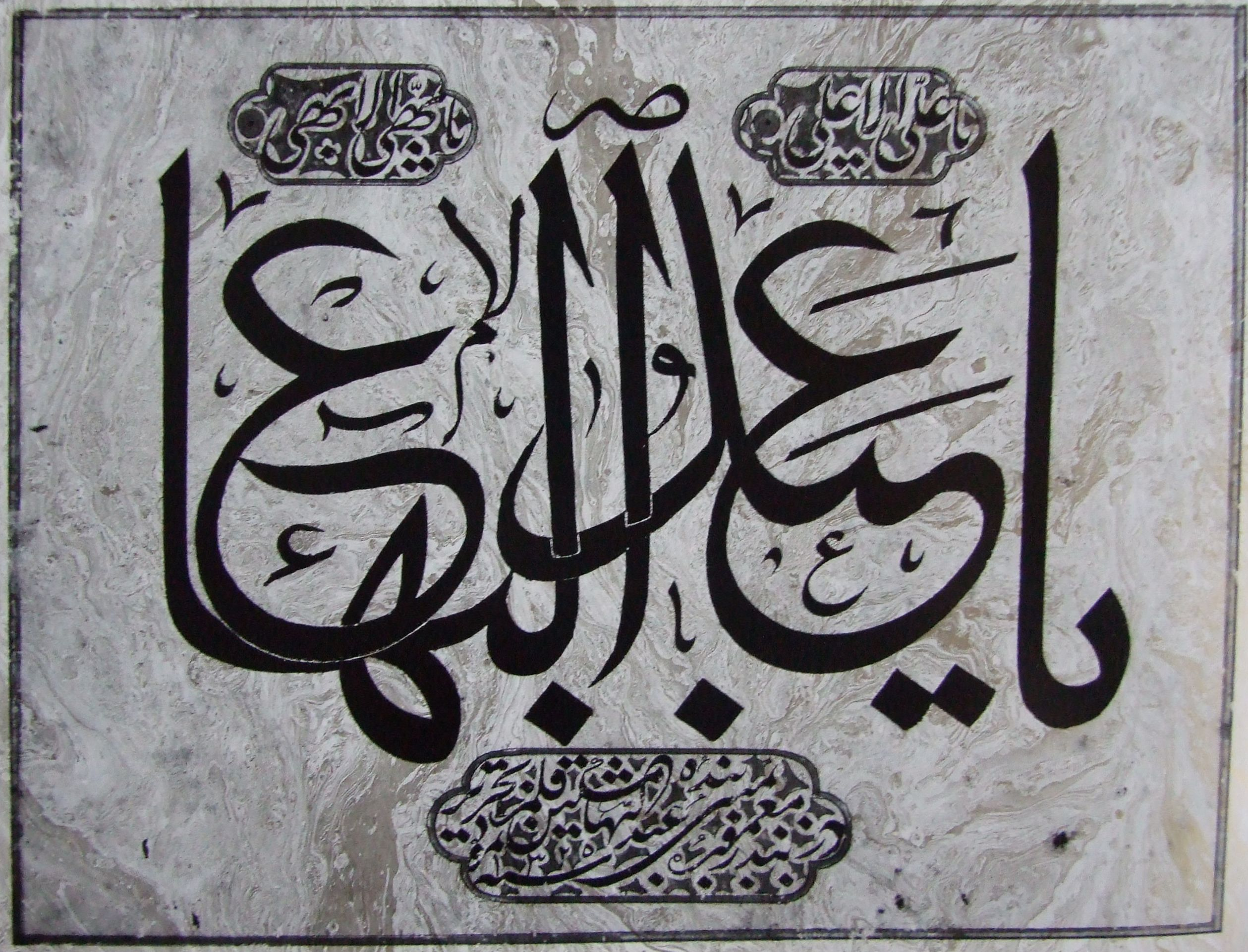
عبارت «یا عبدالبهاء» به خط شکسته و اشاره به دعای بهائی «یا بهاء الابهی یا علی الاعلی»
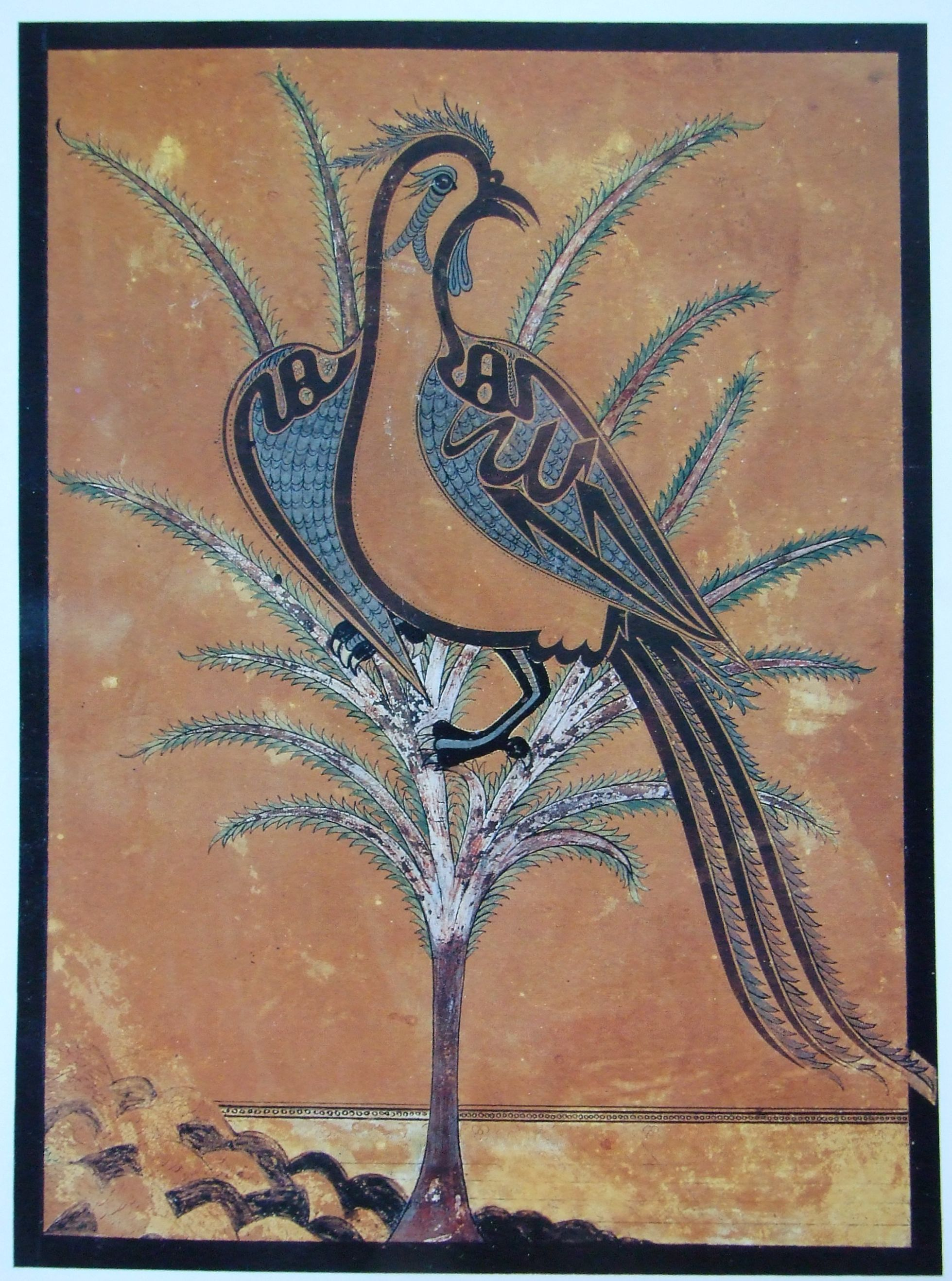
تصویر پرنده با حالتی که از تلفیق حروف تشکیل یافته و آمدن بهاءالله را بشارت می‌دهد.